# Tui Bei Tu
Tui bei tu (chino tradicional: 推背圖; chino simplificado: 推背图; pinyin: tuī bèi tú) es un libro de profecías chino del siglo VII de la dinastía Tang. El libro, conocido por predecir el futuro de China, fue escrito por Li Chunfeng y Yuan Tiangang (袁天罡), y se ha comparado con las obras del famoso profeta occidental Nostradamus. Es muy conocido en Hong Kong, Macao y Taiwán, y estuvo prohibido en la República Popular China bajo el régimen comunista por superstición (uno de los "Cuatro Viejos"), aunque reapareció en los puestos de libros callejeros en los años 90 como un éxito de ventas.